# Chiesa di Santa Maria di Valverde
La chiesa di Santa Maria di Valverde si trova a Palermo in piazza Cavalieri di Malta ed è uno splendido esempio d'arte barocca.

## Storia

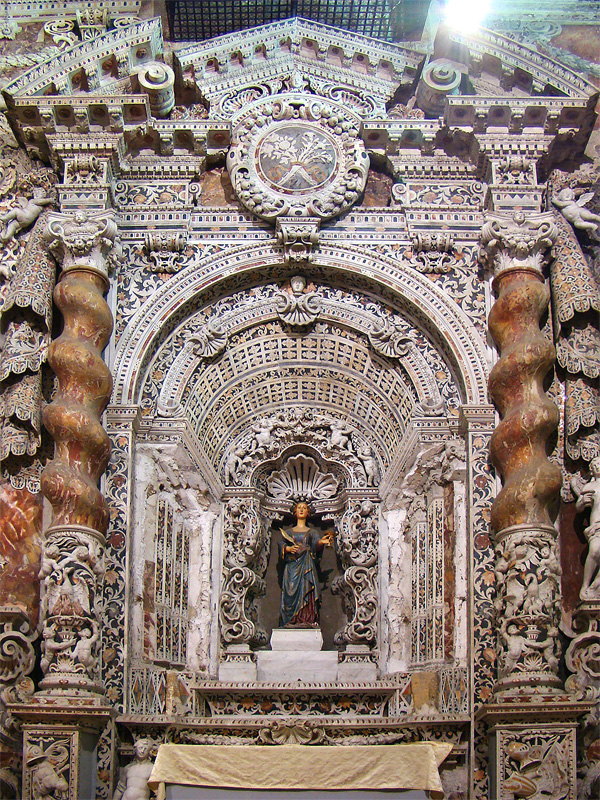
Cappella laterale.

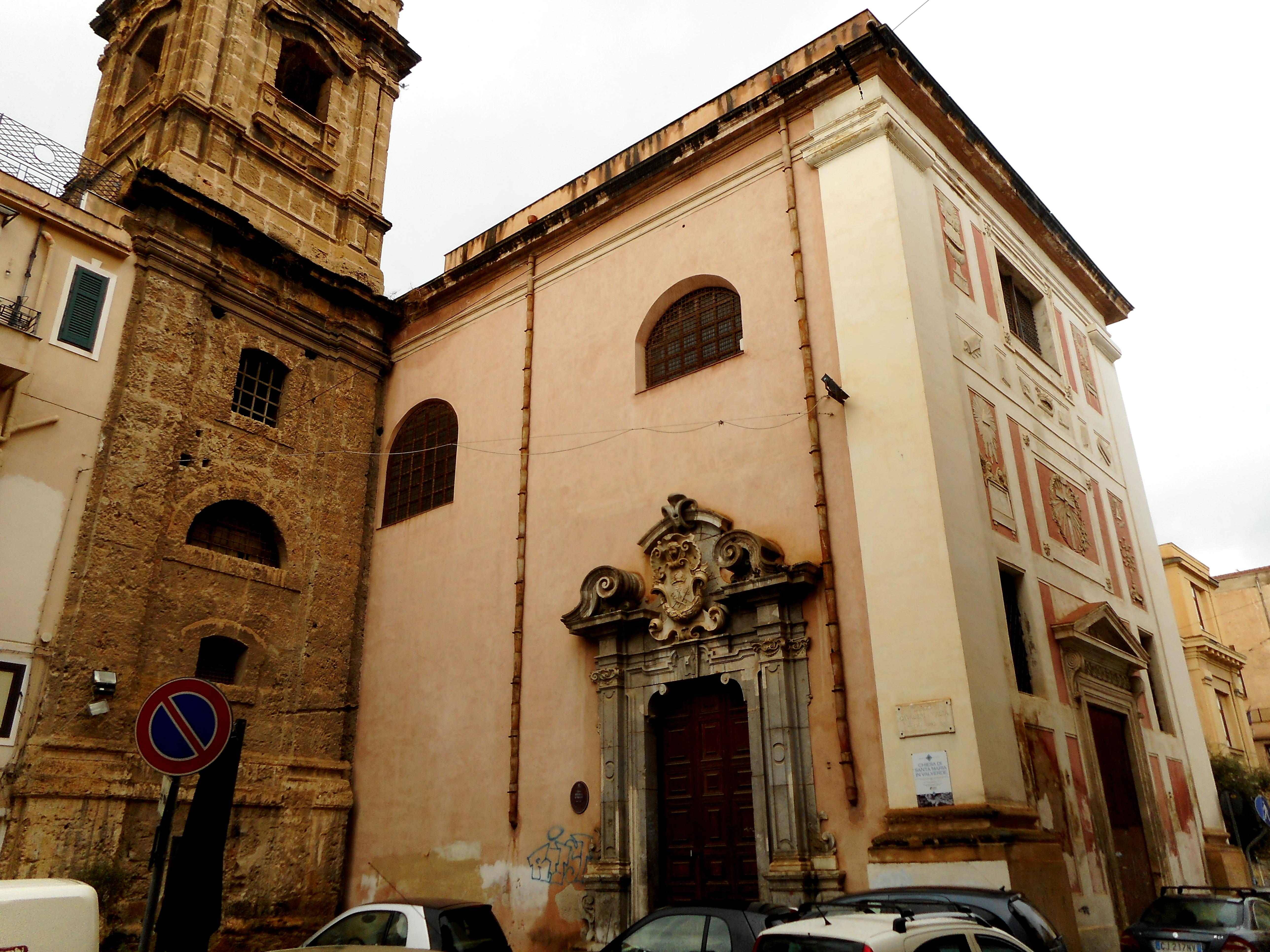
Esterno.

### Epoca normanno - sveva
Il tempio fu costruito nel Trecento, adiacente al vasto convento carmelitano dell'epoca, sorto intorno al XII secolo e rifondato verso il 1315 secondo la regola di sant'Agostino. Solo nel XVI secolo, quando fu ulteriormente ingrandito, il convento tornò sotto la regola carmelitana che oggi non esiste più.

### Epoca spagnola
Dopo i primi interventi del 1514, la chiesa fu totalmente ristrutturata nel 1633 grazie alle donazioni del ricco genovese Camillo Pallavicino, dopo l'entrata in monastero della sua unica figlia. Interrotti probabilmente per la morte del benefattore, i lavori di restauro ricominciarono poco tempo dopo. Il progetto di rinnovamento fu ideato da Mariano Smiriglio, il primo architetto ufficiale del Senato palermitano. A lui si devono le decorazioni in marmo.

### Epoca contemporanea
La chiesa fu seriamente danneggiata durante i bombardamenti della seconda guerra mondiale del 22 febbraio 1943. Alle lesioni strutturali, si accompagnarono le perdite di elementi scultorei della decorazione interna. A causa del crollo di un tratto del soffitto della navata, andavano in rovina parte degli affreschi della volta eseguiti da Antonio Grano: la Trasfigurazione e Storie di Sant'Elia.
Riapertura al pubblico nel 1997 dopo un lungo restauro avviato tra il 1979 e il 1980.

## Architettura
L'edificio, ad unica navata, è abbellito al suo interno dagli affreschi eseguiti da Antonio Grano nella volta e sulle pareti del coro e da Olivio Sozzi sulla fascia inferiore. Le sculture e le tarsie marmoree disposte all'interno delle quattro cappelle della grande navata (una delle quali dedicata a Santa Lucia) si devono invece ad Andrea Palma e a Paolo Amato. Quest'ultimo realizzò anche il portale laterale in pietra grigia. La pianta della chiesa presenta un'aula rettangolare con presbiterio semicircolare e coro all'ingresso, sorretto da un grande arco. Il campanile, suddiviso in tre ordini, fu aggiunto nel 1730.

## Interno
Ambienti caratterizzati da grandi colonne tortili e fitte decorazioni marmoree.

### Parete destra
- Prima campata: Cappella di Santa Lucia. Ambiente con apparato decorativo, nicchia contenente statua raffigurante Santa Lucia, realizzato da Nicola Musca nel 1694.
  - Ricca cornice marmorea con un piccolo quadro raffigurante Santi.
- Seconda campata: Cappella di Sant'Antonio Abate. Nell'edicola la tela raffigurante la Vergine con Santi. Arco con volute del timpano e uno scudo in pietra blu del Brasile. Un dipinto raffigurante Sant'Antonio Abate raffigurato con 20 scene della sua leggenda, olio su tavola, opera di Vincenzo da Pavia documentato in quest'ambiente è custodito nel Museo Diocesano.[2]

### Parete sinistra
- Prima campata: Cappella della Madonna del Carmelo.
  - Ricca cornice marmorea con un piccolo quadro raffigurante Santa Teresa in estasi.
- Seconda campata: Cappella del Santissimo Crocifisso. Apparato decorativo realizzato da Francesco Scuto, Carlo Rutè, Filippo Di Vita nel periodo 1697 - 1698. Crocifisso su reliquiario e statua dell'Addolorata.

### Altare maggiore
- Cappellone - Altare maggiore.
  - XVII secolo, Madonna del Carmine, dipinto, opera di Pietro Novelli.[5] La Vergine è raffigurata con Sant'Alberto Carmelitano nell'atto di ricevere l'abito, Sant'Angelo di Licata che richiede l'approvazione della regola, Santa Teresa d'Avila e Santa Maria Maddalena dei Pazzi in atteggiamento orante.[2][6]

Nell'area presbiteriale gelosie e manufatti lignei che raffigurano degli angeli, pregevoli opere ottocentesche dello scultore palermitano Salvatore Bagnasco. Fiancheggiano il presbiterio due nicchie con altrettante statue raffiguranti i profeti Elia, a sinistra, e Eliseo a destra.

## Altre opere
- XVIII secolo, Funerali di Sant'Alberto, olio su tela, opera di Guglielmo Borremans.
- Cappella della Madonna dell'Udienza.

## Monastero di Santa Maria di Valverde
- 1118, Monastero di Santa Maria di Valverde o retta dai Canonici regolari di Sant'Agostino della «Congregazione di Valverde» era soggetta direttamente alla Santa Sede. La terminologia Valverde deriva dal nome della casa madre monastero di Valverde nelle Fiandre, in latino Virdis Vallis.

L'istituzione costituiva una filiazione della casa madre o monastero di Santa Maria di Valverde di Messina, quest'ultima aveva giurisdizione sui monasteri dell'Ordine di Sicilia, Calabria e Puglia.
Ricostituito secondo la Regola carmelitana, nel 1315 passa sotto la Regola agostiniana per essere nuovamente retto dai Carmelitani nel 1522.